# Cryptanura nigripes
Cryptanura nigripes là một loài tò vò trong họ Ichneumonidae.